# Pac-Man World 3
Pac-Man World 3 (japanska: パックマンワールド, Pakkuman Wārudo Surī) är ett plattformsspel från 2005 som har utvecklats av Blitz Games och utgivits av Namco. Spelet släpptes bland annat i samband med arkadspelet Pac-Mans 25:e årsdag. Pac-Man World 3 innehåller betydligt fler närstrider än sina föregångare. Spelet har också för första gången en talande Pac-Man.